# Ford Granada (Europa)

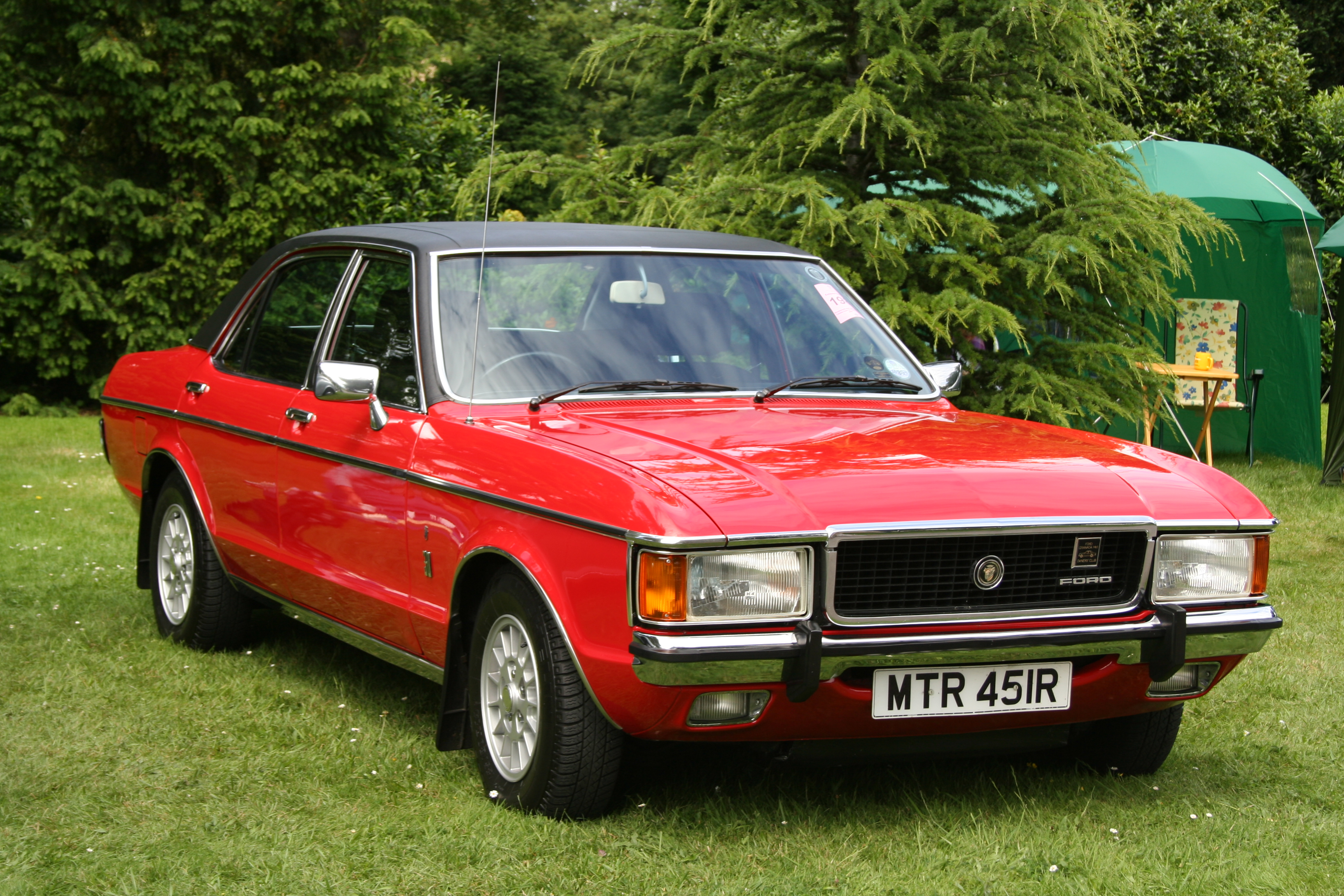
Ford Granada Mark I

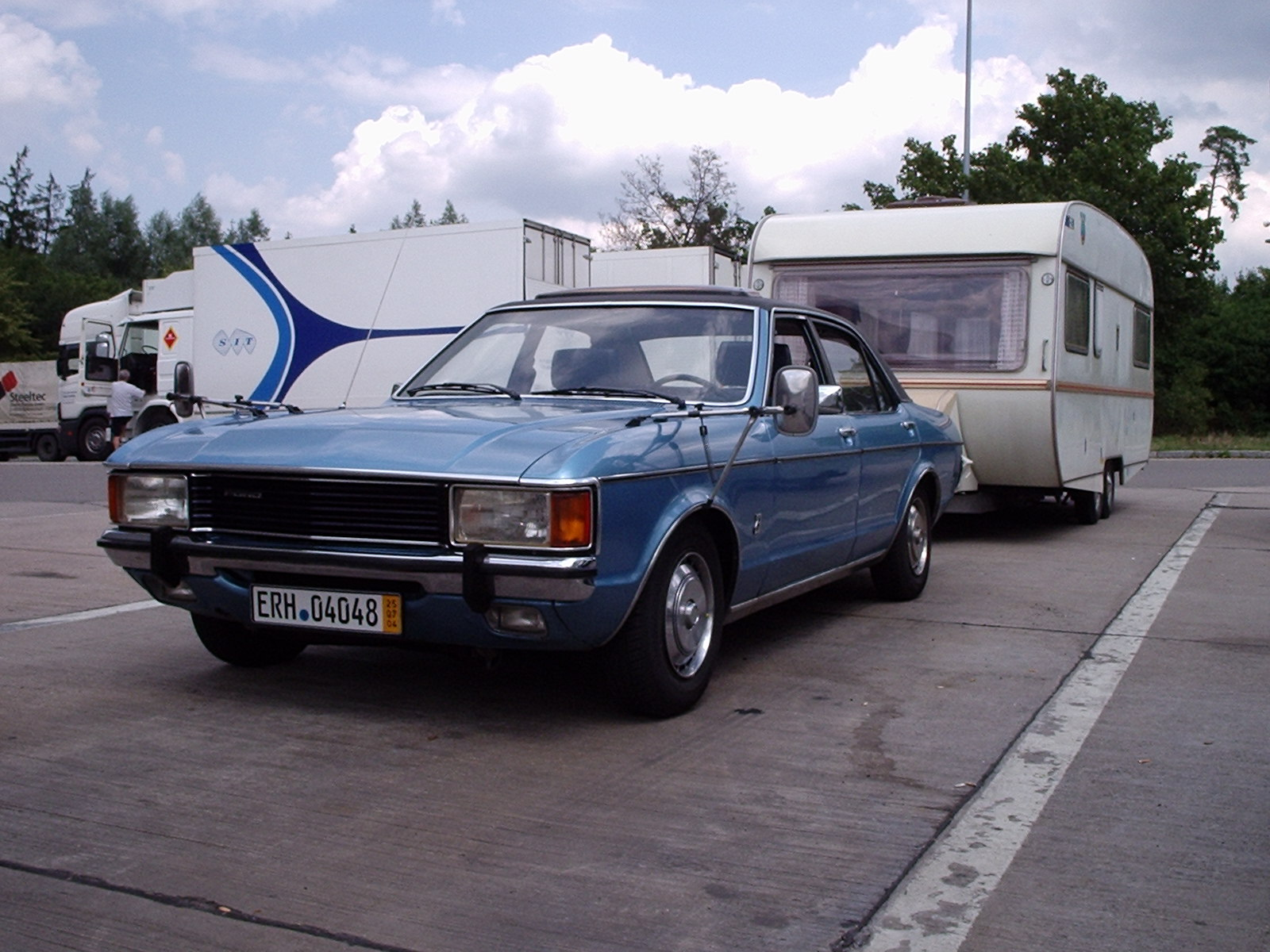
Ford Granada met caravan op een parkeerplaats.

De Ford Granada is een middenklasse model sedan van Ford Europa. In latere jaren werd de naam Granada ook gebruikt voor de Brits/Ierse versies van de Ford Scorpio.
Geïntroduceerd in 1972 was de Ford Granada een voor zijn tijd moderne sedan. Hij werd aanvankelijk in Dagenham en Keulen gemaakt, later vond de productie volledig in Keulen plaats. Tegelijk met de Granada werd de eenvoudiger uitgeruste Consul geïntroduceerd, als opvolger van de Duitse 17M en de Britse Zephyr 4. De Granada was de opvolger van de Duitse 20M en 26M en de Britse Zephyr 6.

## Mk II
In 1977 werd een tweede generatie geïntroduceerd, nadat de auto al vrij populair was. Deze versie werd enkel in Keulen gemaakt.

## Mk III (Scorpio)
In 1985 bleef de naam Granada voor de Brits/Ierse markt bestaan, de auto werd in Europa verkocht als Ford Scorpio.